# Żuaw (półpostać)
Żuaw (półpostać) (hol. De zouaaf, ang The Zouave (Half Length)) – obraz olejny (nr kat.: F 423, JH 1486), akwarela (nr kat.: F 1482, JH 1487) i rysunek (nr kat.: F 1482a, JH 1535) wykonane przez Vincenta van Gogha latem 1888 podczas jego pobytu w Arles.

## Okoliczności powstania
W lutym 1888 Vincent van Gogh opuścił Paryż udając się do Arles w Prowansji, leżącej na południu Francji, gdzie miał nadzieję na założenie kolonii artystycznej.
Mieszkając tam, artysta zwrócił uwagę na oddział żuawów – kolorowo umundurowanych, pochodzących z Afryki Północnej żołnierzy, którzy stacjonowali w tym mieście po wykonaniu zadania w Indochinach. Tuż po swoim przyjeździe van Gogh był świadkiem zamieszek, wywołanych domniemanym zamordowaniem dwóch żuawów przez Włochów, które to wydarzenie zmąciło obraz starego, prowincjonalnego miasteczka.
W czerwcu 1888 van Gogh namalował portret żuawa, którego przypuszczalnie poznał za pośrednictwem Paula-Eugène’a Millieta, oficera trzeciego regimentu żuawów, który sam pozował mu do portretu trzy miesiące później. O rozpoczęciu prac nad portretem żuawa artysta donosił bratu:

Porozmawiajmy o czymś innym. Mam wreszcie modela – żuawa, chłopaka o drobnej twarzy, o karku byka i oczach tygrysa, zacząłem jeden [jego] portret i rozpocznę drugi. Popiersie, które namalowałem, jest strasznie ciężkie. W błękitnym mundurze koloru błękitnych, emaliowanych garnków, wykończonym na czerwono i blado-pomarańczowo, z dwiema cytrynowożółtymi gwiazdami na piersi, zwyczajny błękit, a bardzo trudny do wykonania.

## Opis
Portret przedstawia popiersie żuawa, ubranego w niebieski mundur z czerwonymi i żółtymi wyłogami i z błękitną szarfą, z krwistoczerwoną czapką z niebieskim pomponem na głowie. Twarz mężczyzny jest opalona przez słońce, włosy czarne, krótko ostrzyżone, oczy kocie i niespokojne, pomarańczowe i zielone, mała głowa osadzona na potężnym karku. Tło obrazu stanowią szorstkie, zielone drzwi i mur z pomarańczowych cegieł, przedzielonych białymi, gipsowymi spoinami.
Pod koniec lipca i na początku sierpnia van Gogh wykonał na podstawie niedawno namalowanych obrazów kilka ze swoich rysunków. Rysując postać, artysta starannie przełożył wyrazistość zaskakujących kombinacji kolorów na rozmaitość oraz gęstość kontrastujących znaków, w tym kropek, pasków i intensywnych cieniowań. Oczekując na przyjazd Paula Gauguina do Arles, Van Gogh wysłał (pod pretekstem propozycji zakupu obrazu Gauguina) ten i kilka innych rysunków do Johna Petera Russella.